# Please, Don't Touch Anything
Please, Don't Touch Anything, mais tarde relançado como Please, Don't Touch Anything: Classic no Nintendo Switch na Europa e América do Norte, é um Jogo eletrônico de quebra-cabeça desenvolvido pelo estúdio de jogos indie russo Four Quarters e publicado pela Bulkypix e Plug In Digital.  O jogo foi lançado em 26 de março de 2015 no Steam para Windows, Mac OS X e Linux,  e em 21 de outubro de 2015 para iOS. Ele recebeu um remake com suporte de realidade virtual, Please, Don't Touch Anything 3D, que foi co-desenvolvido com a Escalation Studios e lançado em 7 de dezembro de 2016 no Steam para Windows e Mac OS X. Uma versão aprimorada de Please, Don't Touch Anything foi lançado para Nintendo Switch em 22 de novembro de 2018 com gráficos atualizados e mais soluções. 

## Jogabilidade
O jogador assume o controle do personagem principal do jogo, que fica trancado em um quarto misterioso quando seu colega vai ao banheiro.  À sua frente existe um painel de controle que, apesar das ordens para não tocar, ele deverá interferir no painel para progredir no jogo.  O jogador deve estudar o cartaz instrutivo na sala para descobrir como manipular o painel, e diferentes combinações de ações podem desbloquear um grande número de finais diferentes. 

## Plot
Os finais do jogo variam amplamente, desde humorístico até o Olho da Providência olhando para o jogador.  

## Recepção
O jogo recebeu críticas geralmente positivas de acordo com o Metacritic .  
Tyler Wilde da PC Gamer chamou-o de "uma caixinha de quebra-cabeça divertida", mas "sem significância", dizendo que gostaria que sua narrativa fosse mais "interessante", semelhante a jogos como Papers, Please ou The Stanley Parable . 
Rob Rich, da Gamezebo, disse que o estilo de arte era "agradável", mas os quebra-cabeças eram "obtusos" e "quase não havia conteúdo na jogabilidade". 
Alysia Judge, da Pocket Gamer UK, concedeu à versão iOS o Silver Award do site, dizendo que apresentava "jogabilidade divertida em um pacote elegante de pixel art". 
Jed Whitaker, do Destructoid, disse que o remake de VR foi um "roubo" de preço e que faria os jogadores "rir e pular". 